# Hone Heke
Pour les articles homonymes, voir Heke.
Hone Wiremu Heke Pokai, dit Hone Heke, né Heke Pokai vers 1790 à Pakaraka et mort le 6 août 1850 à Kaikohe, est un chef maori des Nga Puhi, et un important chef de guerre des « guerres maories ».

## Biographie
Il est le troisième fils dans une famille de lignée de chefs de l’iwi (tribu) Nga Puhi. En 1807, il prend part à la bataille de Moremonui. Éduqué dans une école missionnaire dans les années 1820, il est baptisé en 1835 avec son épouse Ono, fille du chef Te Pahi des Nga Puhi. Il adopte les prénoms chrétiens Hone (John) et Wiremu (William). Son épouse prend le prénom de Riria (Lydia). Bon orateur, il devient prédicateur laïc pour l'Église anglicane. Riria meurt peu après, et il épouse en 1837 Hariata (Harriet) Rongo, fille de Hongi Hika, un autre chef des Nga Puhi. 
Dans les années 1830, il prend part à plusieurs combats durant les guerres des mousquets, et se forge une réputation de guerrier courageux. Il étend alors sa domination de Kaikohe à Waimate et fonde son propre village, Raihara. En février 1840 il prend part à l'assemblée de chefs de l'île du Nord invités à discuter avec William Hobson, James Busby et le missionnaire Henry Williams d'une annexion de la Nouvelle-Zélande à l'Empire britannique. Après de longues discussions, acceptant les conseils de Henry Williams, il est le premier chef à signer le traité de Waitangi. Celui-ci place la Nouvelle-Zélande sous souveraineté de la Couronne britannique et reconnaît aux Maoris les droits de tout citoyen britannique, tout en reconnaissant et préservant les prérogatives des chefs et leur propriété coutumière des terres.

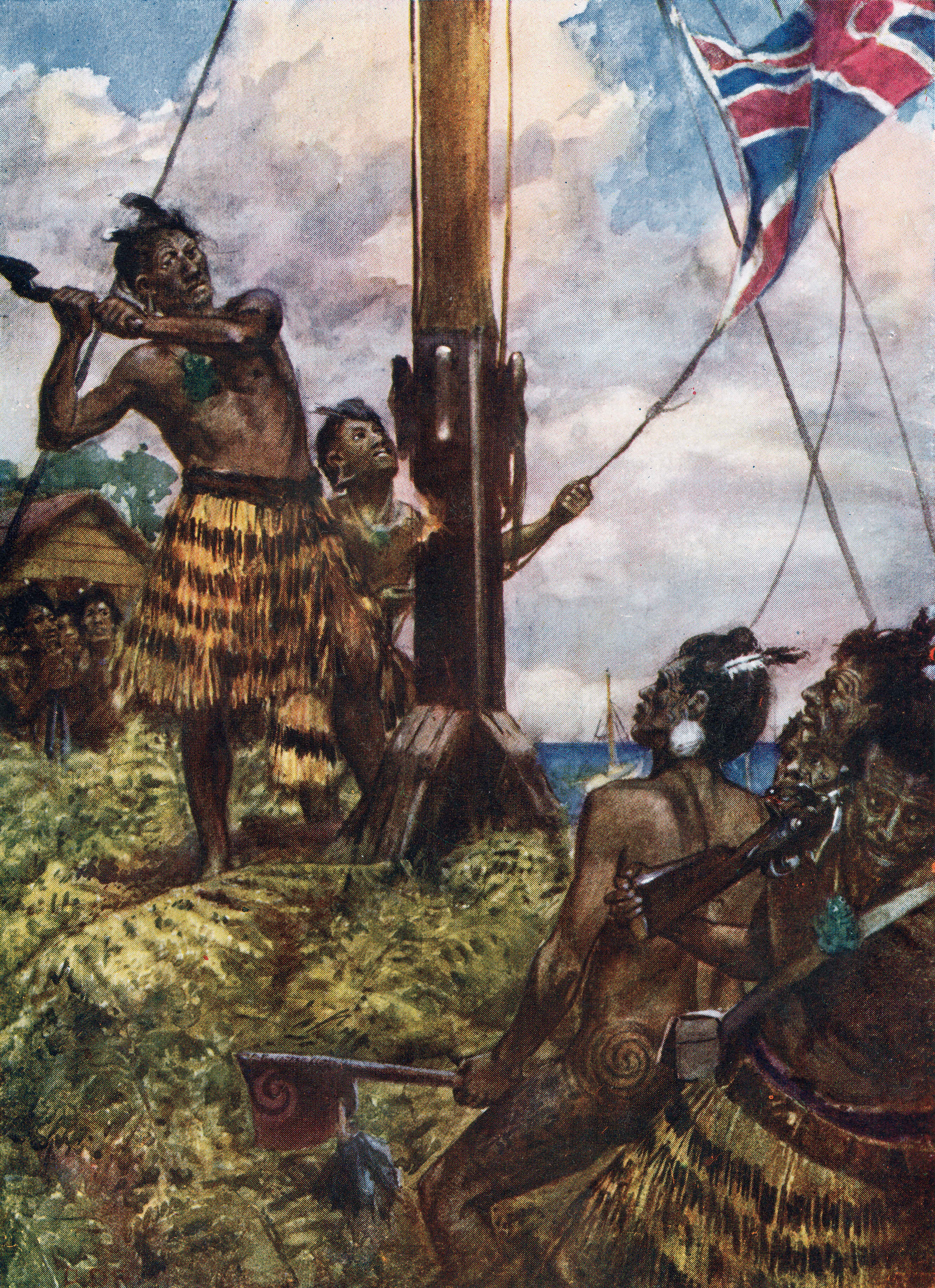
Hone Heke abattant le drapeau britannique à Kororareka.

Dans les mois et les années qui suivent, certains Maoris protestent contre les tentatives d'application à leurs tribus des règlements issus du nouveau gouvernement colonial, ainsi que de la volonté apparente du gouvernement de subsumer l'autorité des chefs à la justice britannique : La condamnation à mort en 1842 d'un fils de chef qui a massacré une famille de colons déplaît aux chefs maoris. À l'aube du 8 juillet 1844, sur ordre de Hone Heke, des hommes Nga Puhi abattent le drapeau britannique sur la colline au-dessus de la ville de Kororareka. Bien que certains chefs, dont notamment Tamati Waka Nene, s'opposent à lui, il abat personnellement ce même drapeau le 10 janvier 1845, puis à nouveau le 19 janvier. Les autorités britanniques déploient alors des soldats pour protéger le drapeau. Le 11 mars, Heke envoie son oncle et allié Te Ruki Kawiti créer une diversion et, aves ses hommes, massacre les soldats qui gardent le drapeau, abattant ce dernier une quatrième fois. Alors que les forces britanniques se replient et que les civils fuient, Hone Heke et ses hommes pillent la ville. C'est le début de la « Guerre du mât (en) », le premier conflit armé des « guerres maories » entre certaines tribus maories et les Britanniques,.

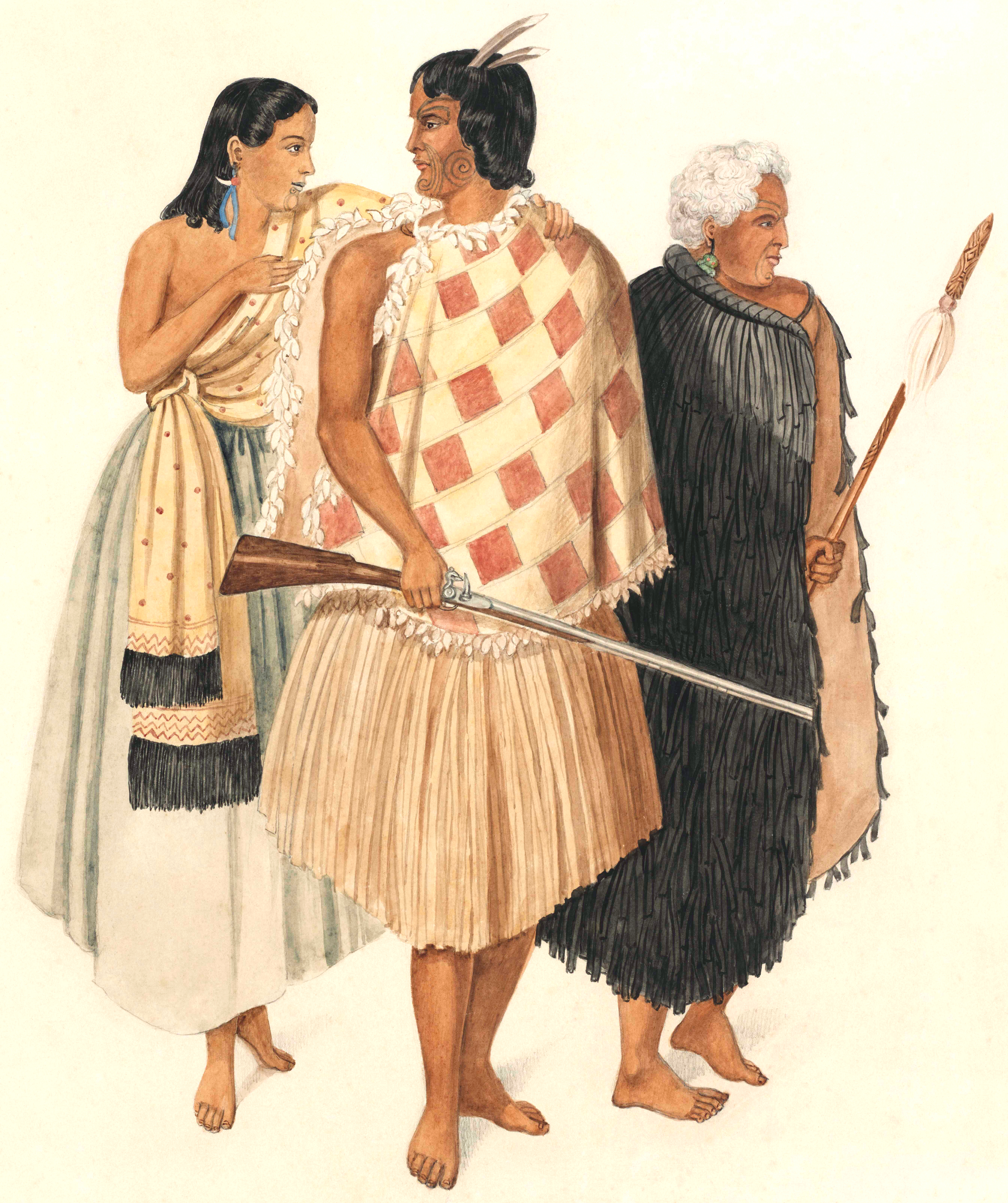
Hone Here (au centre) avec Hariata et Te Ruki Kawiti.

Hone Heke se replie avec ses hommes à son pa (village fortifié) de Te Ahuahu, près du lac Omapere. Tamati Waka Nene, fidèle au gouvernement colonial, s'installe au pa d'Okaihau, à proximité, et y reçoit les forces britanniques du colonel William Hulme. Heke ayant refusé de se rendre, les alliés attaquent Te Ahuahu le 8 mai, sans succès. Le 12 juin toutefois, des hommes de Nene prennent Te Ahuahu alors que Heke s'en est absenté. Il lance sans succès un assaut pour le reprendre. Deux de ses principaux alliés sont tués durant ce combat, et Hone Heke lui-même est grièvement blessé. Durant sa convalescence à Kaikohe, il écrit au gouverneur colonial Robert FitzRoy, demandant que l'autonomie des tribus maories soit respectée et lui proposant la paix. FitzRoy exige la cession de terres en compensation pour les dommages causés, ce que Heke refuse. Lorsque George Grey succède à FitzRoy, Hone Heke lui écrit également, mais pour lui enjoindre de quitter la Nouvelle-Zélande. Les combats reprennent.
La guerre cesse lorsque les forces britanniques et celles de Nene prennent le pa de Ruapekapeka le 11 janvier 1846. Hehe et Kawiti sont contraints de se replier. Lors d'une rencontre avec Nene, Kawiti et Hone Heke annoncent qu'ils cessent les combats ; George Grey leur délivre un pardon, sans punition. En 1848, Hone Heke et George Grey se rencontrent et se réconcilient ; le premier offre au second son mere (en) (massue) de jade. Atteint de la tuberculose, Hone Heke maintient une correspondance épistolaire « affectueuse » avec George Grey durant les deux dernières années de sa vie. Il meurt en août 1850 et est inhumé à Pakaraka.